# Плещеев, Тимофей Михайлович Юрло
Тимофе́й Миха́йлович Плеще́ев по прозвищу Юрло (ок. 1460 — 1504) — окольничий Ивана III, сын боярина Михаила Борисовича.

## Биография
В 1469 году — сын боярский великокняжеского двора, был послан Иваном III, в числе других боярских детей, с князем Данилой Васильевичем Ярославским в Устюг, а затем в Вятку, для того, чтобы убедить вятчан идти вместе с ними против татар. На месте впадения Камы в Волгу произошла ожесточенная битва между устюжанами и татарами, и Юрло Плещеев с товарищами были взяты в плен.
В 1485 году он был пожалован в окольничие.
Имел пятерых сыновей: Ивана Большого, Василия, Юрия, Дмитрия и Ивана Меньшого-Кудреватого. Все бездетны.
Его именем названа деревня Юрлово в Юрловском сельском поселении Московской области.